# Sport aktuell (ORF)

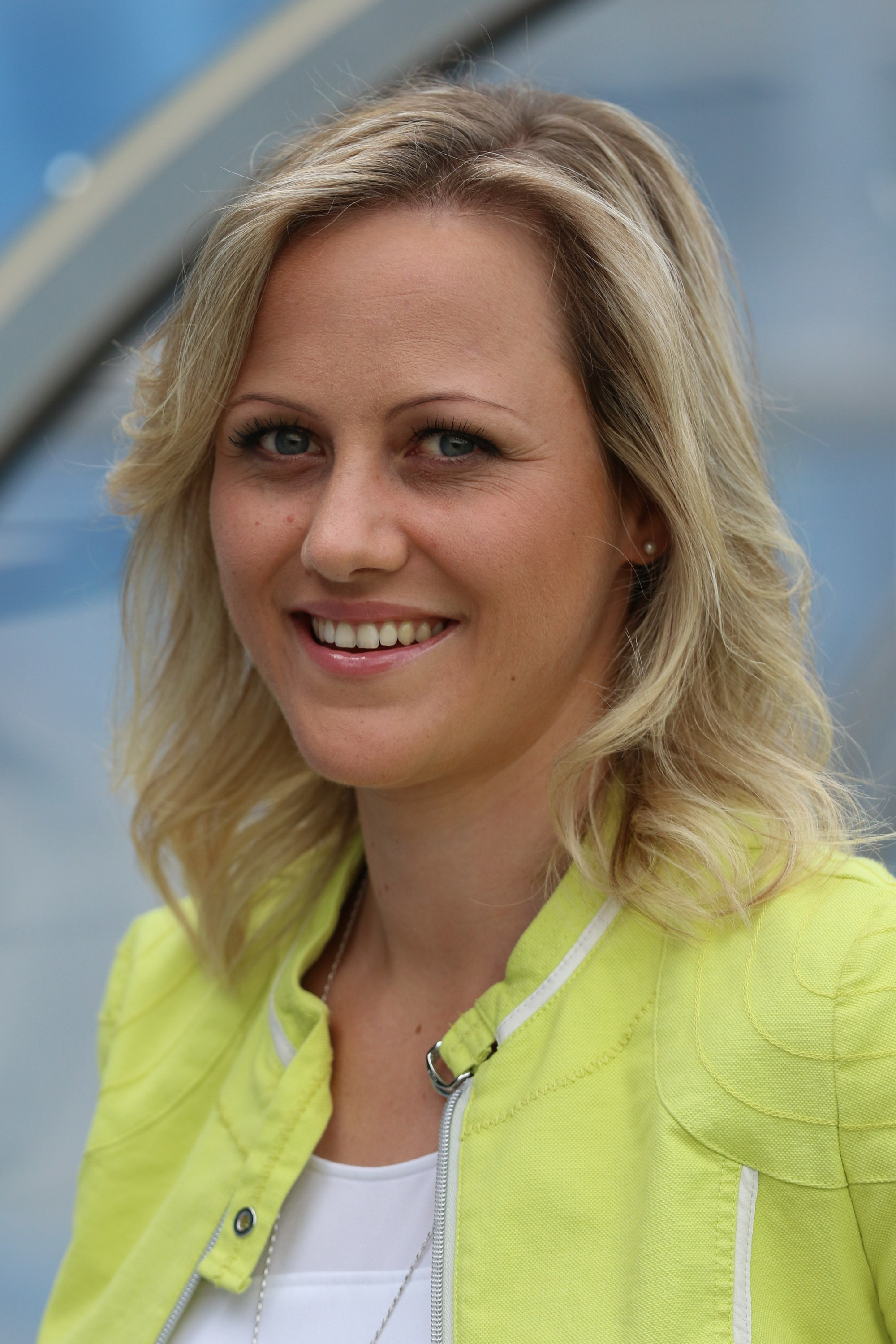
Moderatorin Alina Zellhofer

Sport aktuell ist eine Sendung über das aktuelle Sport-Tagesgeschehen in Österreich und im Ausland, die täglich um 19:55 auf ORF 2 ausgestrahlt wird. An Feiertagen läuft Sport aktuell auf ORF 1. Als Sendeverantwortlicher tritt Dieter Derdak in Erscheinung.
Ab 26. April 2020 wurde Sport aktuell nach der verlängerten ZIB 1 ebenfalls auf ORF 1, zusätzlich zu ORF 2 und ORF SPORT +, wo die Sportsendung bereits seit dem 15. März 2020 zu sehen war, übernommen. Aktuell wird die Sportsendung nach der ZIB 1 auf ORF 1 und ORF 2 ausgestrahlt.
Anlässlich der Fußball-EM 2024 zeigt sich die Sendung nach elf Jahren seit dem 14. Juni 2024 in neuem Design.

## Derzeitige Moderatoren
- Bernhard Stöhr (seit 2004)
- Katrin Buchebner (2013, seit 3. Februar 2024)
- Alina Zellhofer (seit November 2016)
- Kristina Inhof (seit April 2018)
- Andreas Onea (seit September 2019)
- Lukas Schweighofer (seit 13. April 2023)
- Karina Toth (seit 13. April 2024)[2]
- Pierce Lange (seit 21. Juni 2024)

## Ehemalige Moderatoren
(früher wurden die Sportnachrichten im Rahmen der Zeit im Bild präsentiert)
- Tanja Bauer
- Michael Berger (1986–Sept. 2022)
- Fritz Dodes
- Peter Elstner
- Erich Götzinger
- Hans Huber
- Kurt Jeschko
- Boris Kastner-Jirka
- Michael Knöppel
- Franz Krynedl
- Michael Kuhn
- Mari Lang (Jän. 2015–Dez. 2022)
- Mark Michael Nanseck
- Christian Nehiba
- Rainer Pariasek (2000er–2022)
- Heinz Prüller
- Ulrike Schwarz-Hinterberger
- Robert Seeger
- Veronika Slupetzky
- Daniela Soykan (2011–Dez. 2023)
- Claudia Unterweger (2011–2015)
- Erich Weiss
- Gerhard Zimmer
- Karoline Rath-Zobernig (gelegentlich von 2020 bis 2023)